# Thủy ngân(II) sulfat
Thủy ngân(II) sulfat thường được gọi là thủy ngân sulfat, là một hợp chất vô cơ có công thức hóa học là HgSO4. Nó là một chất rắn không mùi ở dạng các hạt trắng hoặc bột tinh thể. Trong nước, nó phân tách thành một sulfat không hòa tan có màu vàng và axit sulfuric.

## Lịch sử
Năm 1932, công ty hóa chất Chisso của Nhật Bản bắt đầu sử dụng thủy ngân(II) sulfat làm chất xúc tác để sản xuất acetaldehyde từ acetylen và nước. Mặc dù lúc đó chưa biết, methylmercury được hình thành như là phản ứng phụ của phản ứng này. Sự tiếp xúc và tiêu thụ các sản phẩm chất thải thủy ngân, bao gồm methylmercury, đã được Chisso đổ vào vịnh Minamata được cho là nguyên nhân của bệnh Minamata ở Minamata, Nhật Bản.

## Điều chế
Thủy ngân(II) sulfat có thể điều chế bằng cách cho thủy ngân tác dụng với axit sulfuric đặc, nóng:
Hg + 2H2SO4 → HgSO4 + SO2↑ + 2H2O
Hoặc bằng cách hòa tan thủy ngân(II) oxit rắn màu vàng trong axit sulfuric đậm đặc.

## Ứng dụng

### Thuốc thử Denigés
Một dung dịch axit của thủy ngân(II) sulfat được gọi là thuốc thử Denigés. Nó thường được sử dụng trong suốt thế kỷ 20 như một chất phản ứng phân tích định tính. Nếu thuốc thử Denigés được thêm vào dung dịch có chứa các hợp chất có rượu bậc cao, một chất kết tủa màu vàng hoặc đỏ sẽ hình thành.

### Sản xuất acetaldehyde
Như đã đề cập trước đó, HgSO4 đã được sử dụng làm chất xúc tác để sản xuất acetaldehyde từ acetylen và nước.

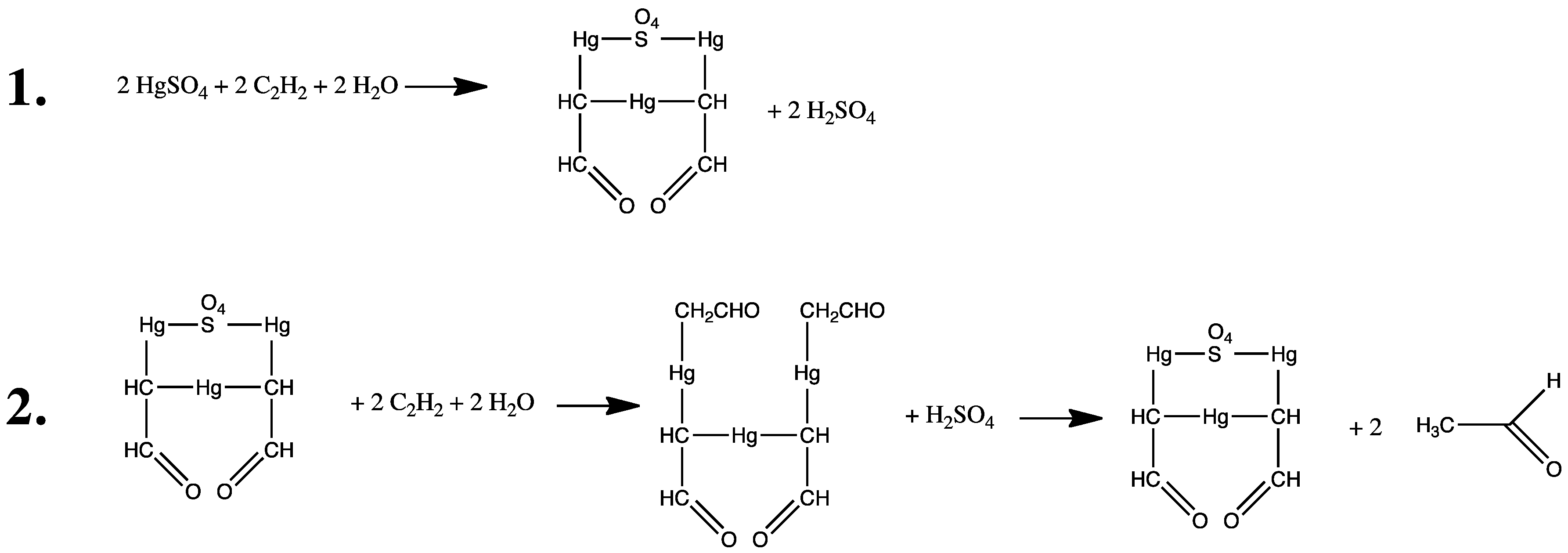
Sơ đồ sản xuất acetaldehyde bằng HgSO_{4}

### Oxy hóa khử anken
Các hợp chất thủy ngân như thủy ngân(II) sulfat và thủy ngân(II) acetat thường được sử dụng làm chất xúc tác trong quá trình oxy hóa – khử, một loại phản ứng điện giải. Sự hydrat hóa một anken dẫn đến một cồn theo sau sự tái chọn lọc được dự đoán bởi quy tắc Markovnikov.

### Hydrat hóa ankan
Phương trình phản ứng được đưa ra dưới đây. Sự chuyển đổi 2,5-dimethyhexyn-2,5-diol sang 2,2,5,5-tetrametylte-trahydrofuran sử dụng thủy ngân(II) sulfat mà không cần thêm axit.

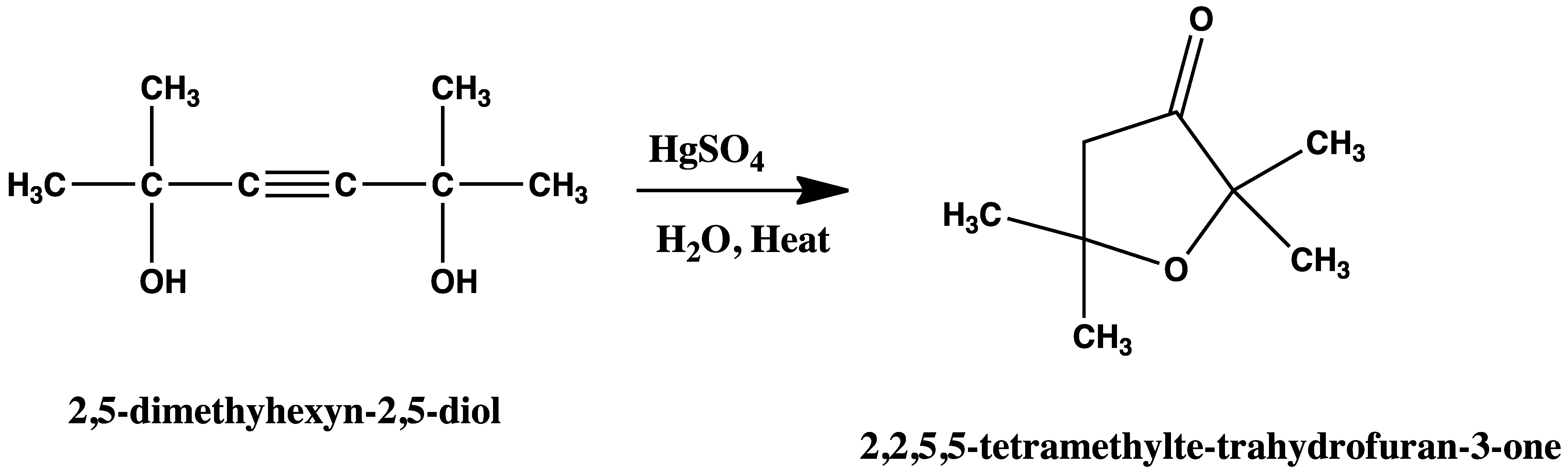
Sự chuyển đổi từ 2,5-dimethyhexyn-2,5-diol thành 2,2,5,5-tetramethylte-trahydrofuran-3-one

## Các vấn đề sức khỏe
Hít phải HgSO4 có thể gây ra ngộ độc cấp tính: gây nghẹt trong ngực, khó thở, ho và đau. Tiếp xúc với HgSO4 vào mắt có thể gây loét kết mạc và giác mạc. Nếu thủy ngân(II) sulfat bị tiếp xúc với da nó có thể gây viêm da dị ứng. Cuối cùng, nuốt phải thủy ngân(II) sulfat sẽ gây hoại tử, đau, nôn, và tẩy nặng. Nuốt phải có thể dẫn đến tử vong trong vòng vài giờ do sự sụp đổ mạch máu ngoại vi.
Tuy nhiên, nó vẫn được sử dụng vào cuối thế kỷ 19 để gây nôn cho các lý do y tế. ()

## Hợp chất khác
HgSO4 còn tạo một số hợp chất với CS(NH2)2, như HgSO4·3CS(NH2)2 là tinh thể lập phương nhỏ màu trắng.